# Teng Čching-ming
Teng Čching-ming (* 16. března 1966) (čínsky pchin-jinem Deng Qingming, znaky zjednodušené: 邓清明; tradiční: 鄧清明) je čínský stíhací pilot, od roku 1998 člen oddílu kosmonautů, 593. člověk ve vesmíru. Při svém prvním kosmickém letu pobýval půl roku na Vesmírné stanici Tchien-kung (TSS), kam s dalšími dvěma kosmonauty odletěl v listopadu 2022 v kosmické lodi Šen-čou 15.

## Vzdělání a vojenská kariéra
Narodil se 16. března 1966 ve vesnici Dongbei (okres Yihuang, provincie Ťiang-si, Čína). V červnu 1984 nastoupil jako kadet do 2. předletecké školy letectva Čínské lidové osvobozenecké armády v Čchang-čchunu a poté absolvoval výcvik v 8. letecké škole v Hami v Sin-ťiangu, kterou ukončil v listopadu 1987. Dosáhl hodnosti vyššího plukovníka letectva a sloužil jako zástupce velitele letky.

## Kosmonaut
V říjnu 1995 vstoupil do výběru kosmonautů a přihlásil 5. ledna 1998 se stal členem jejich prvního čínského oddílu.
Byl členem třetí záložní kosmické lodi Šen-čou 9. V dubnu 2013 byl vybrán jako jeden ze dvou členů posádky Šen-čou 10 a absolvoval celý cyklus výcviku pro misi. V květnu 2016 byl zařazen do záložní posádky Šen-čou 11 a později se stal jejím velitelem. V květnu 2018 absolvoval s dalšími 14 kosmonauty třítýdenní komplexní výcvik kosmonautů pro práci na čínské vesmírné stanici.

### 1. kosmický let – Šen-čou 15
Ke své první vesmírné misi se vydal po bezmála 25 letech členství v oddílu kosmonautů. V lodi Šen-čou 15 ho doprovázeli kosmonauti Fej Ťün-lung a Čang Lu. Odstartovali 29. listopadu 2022 v 15:08:17 UTC a po připojení k Vesmírné stanici Tchien-kung téhož dne ve 21:42 UTC vytvořili čtvrtou dlouhodobou posádku stanice. Kromě rozsáhlého vědeckého programu na ně čekalo několik výstupů do volného prostoru kvůli dokončení integrace nových laboratorních modulů Wen-tchien a Meng-tchien, které se k jádrovému modulu Tchien-che připojily v roce 2022.
Po příletu navazující 5. posádky TSS v lodi Šen-čou 16 opustil Teng s oběma svými kolegy stanici 3. června 2023 ve 13:29 UTC a ve 22:33 UTC přistáli v lokalitě Dongfeng ve Vnitřním Mongolsku po 186 dnech, 7 hodinách a 25 minutách letu.

## Soukromý život
Je ženatý. Dcera Deng Manqi pracuje na pozemní měřicí stanici nedaleko Pekingu.